# Rafael Primot
Rafael Primot (Itapeva, 16 de maio de 1982) é um ator premiado, cineasta , escritor e dramaturgo brasileiro.

## Biografia
Rafael Primot nasceu em Itapeva, interior de São Paulo. Aos 15 anos, partiu de sua cidade natal rumo a São Paulo. Formou-se em Cinema na FAAP. Especializou-se em dramaturgia ligada a psicologia.
Ele vem desenvolvendo seu trabalho principalmente no teatro e no cinema com foco no humano e nas minorias e excluídos (síndrome de Down, comunidade LGBTQIA+, empoderamento feminino e inclusão de trans no mercado de trabalho audiovisual).
Integrou o Grupo Tapa, CPT e Teatro Oficina de Zé Cleso. Foi dirigido, dentre outros nomes por Antunes Filho, Monique Gardenberg e Jô Soares. Trabalhou ao lado de Bibi Ferreira, Andrea Beltrão, Gracindo Jr., e com frequência com Débora Falabella e Marjorie Estiano, entre outros.
Recebeu indicações e prêmios ao longo de sua carreira no teatro e no cinema.

## Carreira
No cinema, participou dos longa-metragens (Todo Clichê do Amor, de Rafael Primot, Todas as Razões para Esquecer, de Pedro Coutinho, Manual para Atropelar Cachorro (que lhe rendeu muitos prêmios), Doce Amargo (Festival do Rio), Produto Descartável (prêmio 02 kikitos em Gramado), As Alegres Comadres, de Leila Hipólito, Casseta & Planeta: A Taça do Mundo É Nossa  e L’ Expression), além de diversos curtas-metragens, que atuou, escreveu e dirigiu.
Na televisão, participou de algumas minisséries e novelas, como Um Lugar ao Sol, Deus Salve o Rei, Hebe, Aruanas, O Astro, As Brasileiras, As Cariocas., Tapas e Beijos (como a travesti Stephanie), Sessão de Terapia, de Selton Mello como Guto e A Lei do Amor, como Pachoal Ferreto. Ainda Bela, a Feia na Record como o gago Ícaro que lhe rendeu notoriedade.
Em 2007 idealizou o projeto que recebeu o nome de Festival Pop de Cinema, em sua cidade natal. Em 2014 teve a sua 7ª edição.
Em 2009 estreou no Teatro Imprensa a peça "O Livro dos Monstros Guardados", que lhe rendeu um Prêmio Shell de Melhor Autor.
Em 2011 lançou o livro que deu origem a peça.
Em 2012 a peça como autor "Um Sonho pra Dois" entrou em temporada nacional e também em Portugal.
Em 2014 estreia como autor na Oi Futuro Flamengo a peça Uma Vida Boa, de grande repercussão nacional que segue em turnê até 2017 em São Paulo no Teatro Eva Herz. Depois vieram Os Guardas do Taj, sob sua idealização e direção que estreou em Lisboa e fez temporada em SP e RJ, BABY - Você Precisa Saber de Mim, Quase Normal, monólogo de Monique Alfradique e CLARICE E NELSON, texto sob direção de Helena Varvaki no CCBB do Rio,
Lançou seu primeiro longa-metragem Gata Velha Ainda Mia em maio de 2014 com Regina Duarte, Barbara Paz e Gilda Nomacce no elenco, recebendo ótimas críticas no país e fora dele. O filme esteve em Los Angeles, Miami, Nova York, Londres, Montevidéo e Buenos Aires.
Lançou depois seu segundo longa-metragem como diretor e roteirista, no qual também atua, chamado Todo Clichê do Amor, em co-produção com o Canal Brasil com Débora Falabella, Marjorie Estiano, Maria Luiza Mendonça, João Baldasserini encabeçando o elenco.
No teatro tem uma sólida carreira tendo sido indicado algumas vezes ao Prêmio Shell (02 vezes como ATOR e uma vez como AUTOR), Prêmio CesgranRio (02 vezes como ATOR), APTR (01 vez como ATOR e 01 como AUTOR), Prêmio da Cooperativa Paulista de Teatro (Vencedor como Autor).
No cinema recebeu cerca de 27 prêmios em festivais nacionais e internacionais como ator, diretor e/ou roteirista.
É apontado pelo jornal O Estado de S.Paulo e por diversos impressos como um dos artistas jovens mais atuantes e expressivos de sua geração.

## Filmografia

### Televisão
| Ano       | Novela/Série                | Papel                  | Nota                                                               |
| --------- | --------------------------- | ---------------------- | ------------------------------------------------------------------ |
| 2023      | Chuva Negra                 | Vitor                  |                                                                    |
| 2021      | Um Lugar ao Sol             | José Renato (jovem)    | Episódio: "08 de novembro"                                         |
| 2020      | Hebe                        | Manoel Carlos          |                                                                    |
| 2019      | Aruanas                     | Ramiro                 |                                                                    |
| 2018      | Deus Salve o Rei            | Osiel                  |                                                                    |
| 2016      | A Lei do Amor               | Paschoal Ferreto       |                                                                    |
| 2014      | Sessão de Terapia           | Guto                   | Episódio: "23"                                                     |
| 2013-2015 | Tapas & Beijos              | Stephanie              | [ 10 ]                                                             |
| 2013      | O Negócio                   | João                   | Episódio: "Focus Group"                                            |
| 2012      | As Brasileiras              | Flávio                 | Episódio: A Vidente de Diamantina                                  |
| 2011      | O Astro                     | Artur                  |                                                                    |
| 2011      | Curta na Estrada            | Vários personagens     | Canal Brasil                                                       |
| 2010      | As Cariocas                 | Chiquinho              | Episódio: A Invejosa de Ipanema                                    |
| 2009      | Bela, a Feia                | Ícaro, o gago          |                                                                    |
| 2008      | Casos e Acasos              | Valdir                 | Episódio: "O Desejo Escondido, o Cara Deprimido e o Livro Roubado" |
| 2007      | Sete Pecados                | Sérgio                 |                                                                    |
| 2006      | Cidadão Brasileiro          | Vavá                   |                                                                    |
| 2005      | Carandiru, Outras Histórias | Flavinho               | Episódio: "Além da Imaginação"                                     |
| 2004      | Começar de Novo             | Ademar Nóbrega (Jovem) |                                                                    |
| 2002      | Marisol                     | Ivan                   |                                                                    |

### Filmes
| Ano  | Filme                                      | Papel             | Nota                            |
| ---- | ------------------------------------------ | ----------------- | ------------------------------- |
| 2018 | Todo Clichê do Amor                        | Homem 2           | dir. Rafael Primot              |
| 2014 | Gata Velha Ainda Mia                       | Homem 2           | dir. Rafael Primot              |
| 2014 | O Jogo                                     | Otávio            | dir. Pedro Coutinho             |
| 2013 | Fragma                                     | Homem 2           |                                 |
| 2012 | Perfídia                                   | Marcelo           |                                 |
| 2013 | Uma História de Borboletas                 | Pedro             | dir. Marcelo Brandão            |
| 2012 | Meu Bebê                                   | Rodrigo           | dir. Ricardo Santini            |
| 2009 | Doce Amargo                                | Artur             | dir. Rafael Primot              |
| 2008 | Depois das Nove                            | Rafael            | dir. Allan Ribeiro              |
| 2006 | Manual Para Atropelar Cachorro             | Mojo              | dir. Rafael Primot              |
| 2005 | Quintal dos Guerrilheiros                  | Alfredinho        |                                 |
| 2004 | Produto Descartável                        | Moacyr            | dir. Rafael Primot              |
| 2003 | Casseta & Planeta: A Taça do Mundo é Nossa | Crítico de cinema |                                 |
| 2003 | As Alegres Comadres                        | Silva             | dir. Leila Hipólito             |
| 2002 | Artifícios                                 | Mateus            | dir. Rafael Primot e Flavia Rea |
| 2002 | Não Perca a Cabeça                         | Loki              |                                 |

### Clipe
| Ano  | Nome    | Papel             | Nota                        |
| ---- | ------- | ----------------- | --------------------------- |
| 2015 | Me Leva | namorado Marjorie | Curta-metragem (videoclipe) |

## Teatro
| Ano  | Peça                                              | Direção                              |
| 2024 | BABY - Teatro das Artes RJ                        | Rodrigo Frampton e Rafael Primot     |
| 2023 | A HERANÇA - Toby Darling                          | Zé Henrique de Paula                 |
| 2022 | BABY - Você Precisa Saber de Mim - monólogo       | Rodrigo Frampton e Rafael Primot     |
| 2018 | LOVE LOVE LOVE, Mike Bartlett                     | Eric Lenate                          |
| 2017 | O Livro dos Monstros Guardados - montagem RJ      | João Fonseca                         |
| 2017 | A Gaivota (1 Gaivota) como Tréplev                | Nelson Baskerville                   |
| 2014 | No Quarto ao Lado, de Sarah Rhul                  | Yara de Novaes                       |
| 2013 | 33 Dedos bem Aquecidos                            | Alexandre Reinecke                   |
| 2013 | Ensaio - a Peça                                   | Leonardo Moreira da Cia Hiato        |
| 2012 | O Desaparecimento do Elefante, de Haruki Murakami | Monique Gardenberg e Michele Matalon |
| 2011 | O Inverno da Luz Vermelha, de Adam Rapp           | Monique Gardenberg                   |
| 2009 | Às Favas com os Escrúpulos, de Juca de Oliveira   | Jô Soares e Bibi Ferreira            |
| 2008 | A Proposta, Tchecov                               | Daniel Gaggini                       |
| 2008 | Prêt-à-Porter                                     | Antunes Filho                        |
| 2007 | Fragmentos Troianos                               | Antunes Filho                        |
| 2006 | Pente Fino                                        | Daniel Gaggini                       |
| 2003 | Os Sertões - Parte 1                              | José Celso Martinez Corrêa           |
| 2002 | O Tambor e o Anjo                                 | Eduardo Tolentino de Araújo          |
| 2001 | Verdades e Fotografias                            | José Henrique de Paula               |

## Dramaturgia e/ou Direção
| Ano  | Nome                            | Meio          |                                                    |
| ---- | ------------------------------- | ------------- | -------------------------------------------------- |
| 2024 | 5x Comédia - T2 ep. Mal me quer | serie         | Amazon - diretor                                   |
| 2023 | Ó Pai Ó 2                       | filme         | co-roteirista/ Monique Gardenberg                  |
| 2023 | Chuva Negra                     | seriado       | roteiro e direção                                  |
| 2023 | Azul-Calcinha                   | cinema        | roteiro em desenvolvimento                         |
| 2022 | Baby Você Precisa Saber de Mim  | teatro/livro  | monólogo encenado SP e Rio                         |
| 2021 | 5x Comédia - T1 ep Colapso      | serie         | Amazon Prime - diretor e roteirista                |
| 2022 | CLARICE E NELSON                | teatro        | autor com Franz Keppler CCBB Rio                   |
| 2022 | Quase Normal                    | teatro humor  | autor com Monique Alfradique SP e Rio              |
| 2021 | Habitat                         | teatro        | leitura com Andrea Horta dir Victor Garcia Peralta |
| 2015 | Pata Negra                      | teatro        | inédito                                            |
| 2017 | Todo Clichê do Amor             | teatro/cinema |                                                    |
| 2015 | Uma Vida Boa                    | Teatro        | Indicado Prêmio CesgranRio - Melhor autor          |
| 2014 | Gata Velha Ainda Mia            | Teatro/cinema |                                                    |
| 2012 | 33 Dedos Bem Aquecidos          | Teatro        |                                                    |
| 2012 | Um Sonho pra Dois               | Teatro        | turne nacional                                     |
| 2010 | Livro dos Monstros Guardados    | Livro         | Riocorrente Editora                                |
| 2009 | Livro dos Monstros Guardados    | Teatro        | Prêmio Shell - melhor autor - vencedor             |

## Prêmios e indicações
2023 - Prêmio Bibi Ferreira - indicado melhor ator 
Toby Darling em A Herança
2023 - Prêmio Cenym - ator em A Herança
Prêmio Shell 2011 - RJ
- Melhor ator de teatro 2011, por O Inverno da Luz Vermelha

Prêmio Shell 2010 - SP
- Melhor autor de teatro 2009, por O Livro dos Monstros Guardados

Prêmio CPT - Cooperativa Paulista de Teatro 2009
- Melhor autor por O Livro dos Monstros Guardados

Festival de Cinema de Gramado
- Melhor Filme – Júri Popular
- Melhor Filme – Crítica (melhor curta nacional)
- Prêmio de aquisição - Canal Brasil

Festival Internacional de Curtas de São Paulo
- Um dos dez melhores filmes – audiência e crítica
- Prêmio Cachaça Brasil – Tema Amor

Mostra de Cinema de Londrina
- Melhor Filme – Júri Popular

Vitória Cine Vídeo
- Melhor Direção
- Melhor Ator
- Melhor Montagem

Festival Luso Brasileiro de Santa Maria da Feira em Portugal
- Filme Revelação

Grande Prêmio do Cinema Brasileiro 2006
Premio Sesc
- Melhor Ator.